# Alex Gurney

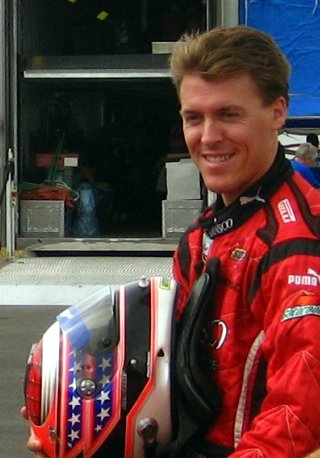
Alex Gurney fotografiado en 2010

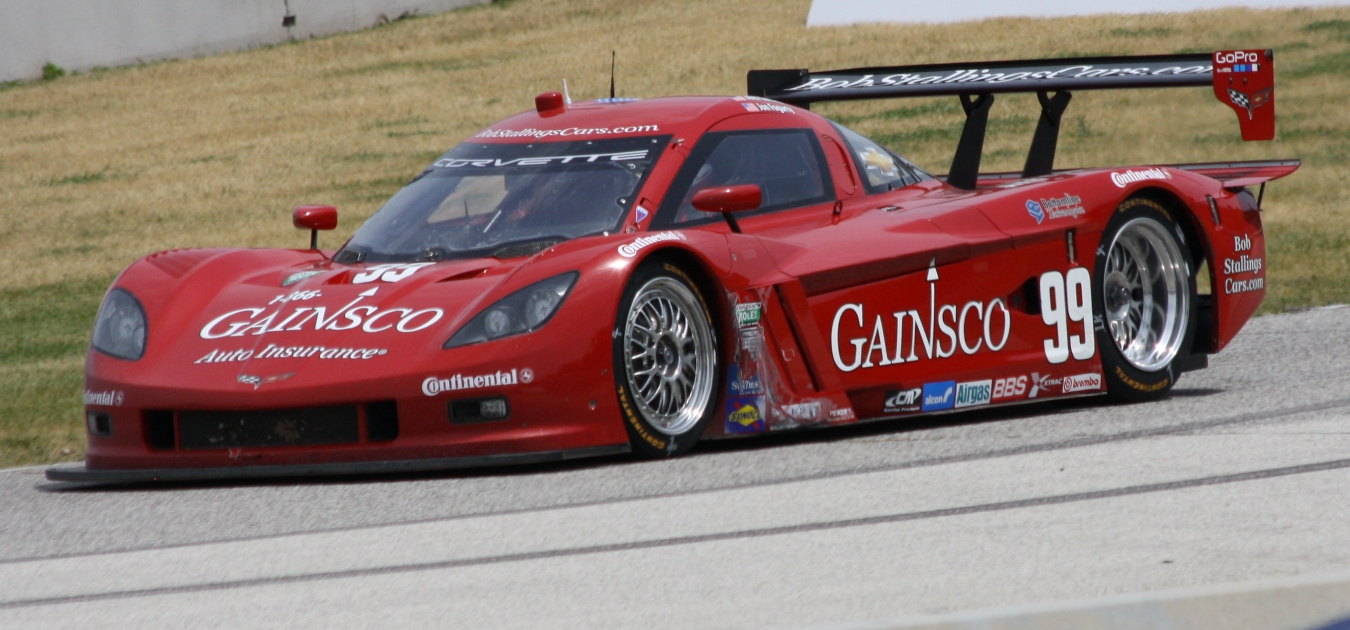
Chevrolet Corvette DP de Alex Gurney en Road America 2012

Alex Gurney (4 de septiembre de 1974, Newport Beach, California, Estados Unidos) es un piloto de automovilismo de velocidad estadounidense que ha competido profesionalmente en sport prototipos. Desde 2005 disputa la Grand-Am Rolex Sports Car Series con el equipo de Bob Stallings en la clase Prototipos Daytona, resultando campeón en 2007 y 2008, subcampeón en 2008, quinto en 2013, sexto en 2010, séptimo en 2011 y décimo en 2012.
Ha obtenido 16 victorias, destacándose las 6 Horas de Watkins Glen de 2007, y 47 podios, entre ellos un segundo puesto en las 24 Horas de Daytona de 2008. Es hijo de Dan Gurney, piloto de Fórmula 1 e Indy y dueño del equipo y constructor All American Racers.

## Inicios
Gurney se graduó en negocios en la Universidad de Colorado en Boulder en 1997. Ese año fue subcampeón de la categoría de monoplazas Skip Barber Dodge Midwest. En 1998 progresó a la Skip Barber Dodge Pro, donde resultó décimo.
El piloto comenzó a competir en la Fórmula Atlantic en 1999, obteniendo un 12º puesto de campeonato. En 2000 obtuvo un podio y quedó octavo en la tabla final. En 2001 disputó la Fórmula 3 Británica, donde resultó 16º sin podios. El californiano retornó a la Fórmula Atlantic en 2002, donde obtuvo cuatro podios para quedar tercero en el campeonato por detrás de Jon Fogarty y Michael Valiante.

## Grand-Am
Gurney dejó los monoplazas por los sport prototipos, y disputó ocho fechas en la Grand-Am Rolex Sports Car Series para el equipo de Bob Stallings, acompañando al dueño de equipo  al volante de un Riley-Pontiac. Debutó con un sexto puesto en Laguna Seca, y más tarde obtuvo un segundo puesto en las 200 de Watkins Glen.
El californiano pasó a tener como compañero de butaca a Jon Fogarty a partir de la quinta fecha de la serie Grand-Am 2006. Logró tres podios y seis arribos a meta entre los primeros seis, de modo que se ubicó 13º en el campeonato de pilotos de la clase Prototipos Daytona.
Continuando con un Riley-Pontiac de Bob Stallings, Gurney acumuló siete victorias en 14 carreras de 2007, entre ellas las 6 Horas de Watkins Glen. Así, obtuvo el título de pilotos junto a Fogarty frente a Scott Pruett, Max Angelelli y Memo Rojas.
En las 14 fechas de 2008, el piloto logró un triunfo, cuatro segundos puestos (uno de ellos en las 24 Horas de Daytona) y nueve top 5. De este modo, fue subcampeón por detrás de Pruett y Rojas.
Gurney continuó junto a Fogarty en la temporada 2009 de la serie Grand-Am. Acumuló cuatro victorias y siete podios, por lo cual obtuvo su segundo campeonato de prototipos ante Pruett y Rojas.
En 2010, el californiano consiguió una victoria y cinco podios, de modo que se ubicó sexto en el campeonato de pilotos. En 2011 acumuló dos victorias y siete podios, para terminar séptimo en la tabla general.
Bob Stallings adoptó el nuevo Chevrolet Corvette DP para la temporada 2012. Gurney no ganó ninguna prueba, y con cuatro segundos puestos y siete top 5 resultó décimo en el campeonato de DP.
El californiano obtuvo una victoria y cinco top 5 en las primeras ocho fechas de la serie Grand-Am 2013. Sin embargo, una mala segunda mitad de temporada lo relegó a la quinta colocación final en la clase de prototipos.